# Draba mulliganii
Draba mulliganii är en korsblommig växtart som beskrevs av Al-shehbaz. Draba mulliganii ingår i släktet drabor, och familjen korsblommiga växter. Inga underarter finns listade i Catalogue of Life.